# CCL12
C-C motif chemokine 12 (CCL12) ist ein Protein aus der Gruppe der Chemokine in Ratten und Mäusen.

## Eigenschaften
CCL12 wird in den Lymphknoten und im Thymus gebildet. Es ist chemoattraktiv für Eosinophile, Monozyten und Lymphozyten, nicht aber für Neutrophile. CCL12 bindet an CCR2 und ist beteiligt an der Allergie und der Pathogenabwehr. CCL12 besitzt zwei Disulfidbrücken. Sein Gen liegt in Mäusen auf Chromosom 11.